# Mihail Manoli
Mihail Manoli (n. 20 septembrie 1954, Valea Mare, Ungheni) este un economist din Republica Moldova, care a îndeplinit funcția de ministru al finanțelor (21 decembrie 1999 - 26 februarie 2002).